# Partito Comunista del Nepal (2006)
Il Partito Comunista del Nepal (नेपाल कम्युनिष्ट पार्टी) è stato un partito comunista nepalese di breve durata.
Il PCN (2006) nacque nel 2006 da un gruppo di filo-maoisti nel Partito Comunista del Nepal (Centro d'Unità-Mashal) guidati da Bijaya Kumar, che divenne anche segretario generale del nuovo PCN. Poco dopo la sua fondazione, comunque, il Partito si unì al Partito Comunista del Nepal (maoista).